# 沃爾武林齊
48°47′40″N 25°44′26″E / 48.79444°N 25.74056°E
沃爾武林齊（烏克蘭語：Ворвулинці），是烏克蘭的村落，位於該國西部捷爾諾波爾州，由喬爾特基夫區負責管轄，始建於1414年，面積18.1平方公里，2001年人口708，人口密度每平方公里39人。